# Concours de ballons aux Jeux olympiques de 1900
Des concours de ballons sont au programme des Jeux olympiques de 1900, organisés dans le cadre de l'Exposition universelle de Paris. Bien qu'aucune distinction entre les différents sports ne soit faite sur le moment, ils ne sont ensuite pas considérés comme une discipline officielle par le Comité international olympique,. Les ballons utilisés sont des ballons à gaz.

## Organisation

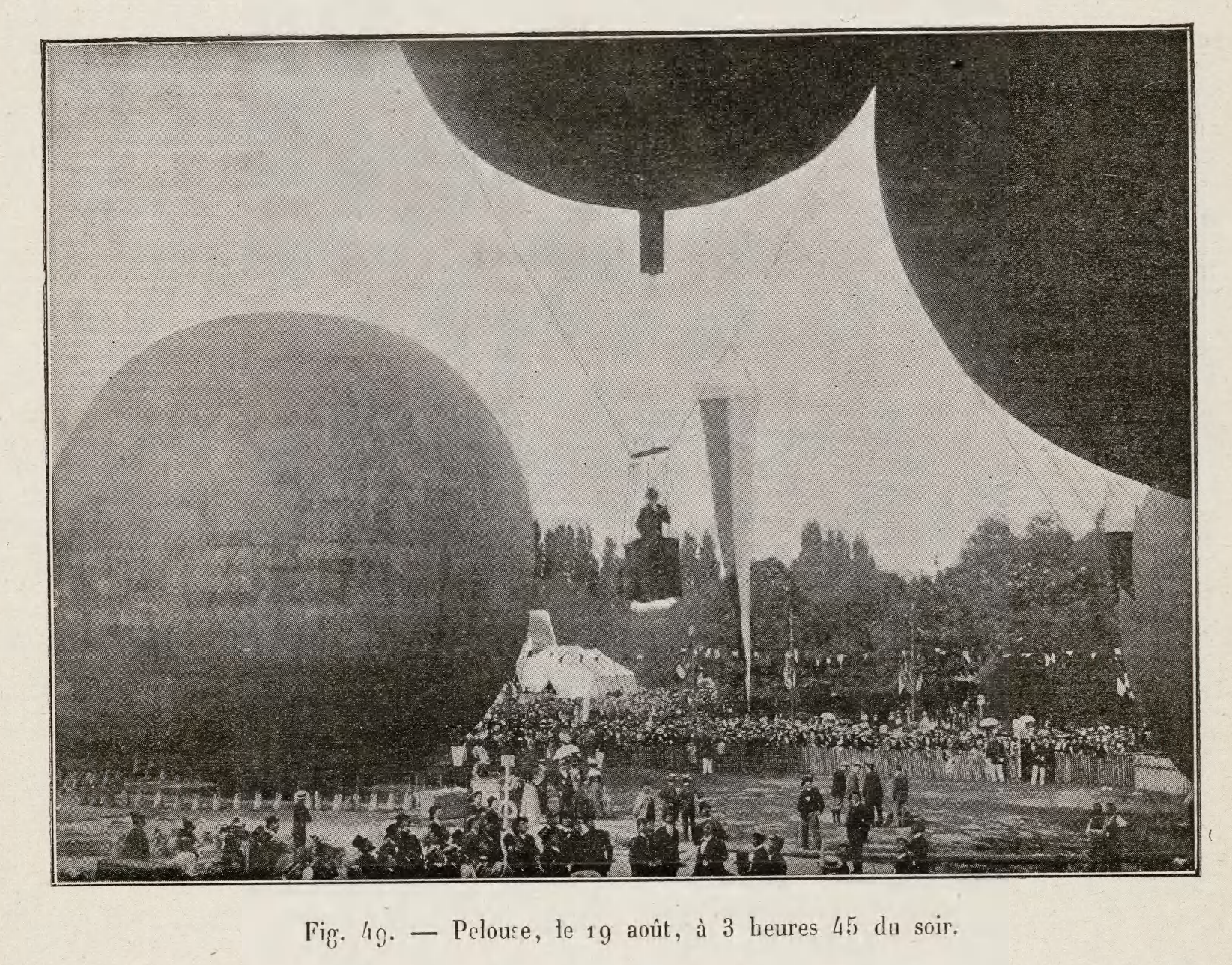
Le parc d'aérostation de Vincennes pendant les concours.

Les concours de ballons font partie de la section « Aérostation » des concours sportifs de l'Exposition universelle de 1900. Ils ont lieu au parc d'aérostation de Vincennes, qui est un parc de trois hectares avec un hangar métallique de 1 000 m2 et 25 mètres de hauteur. Des concours annexes qui ne figurent pas au programme officiel ont également lieu : méthodes de gonflement, comptes rendus d'aérostation, cerfs-volants, ballons-sondes et photographie aérienne.

## Déroulement
Les concours de ballon ont lieu sur 15 journées entre le 17 juin et le 9 octobre et sont un événement important de l'Exposition. Les catégories inscrites au programme sont la durée de vol, la distance maximale, l'altitude maximale et la distance minimale (le but est d’atterrir le plus près possible d'un point déterminé à l'avance). Au total, 46 pilotes (tous français) effectuent 156 vols avec 48 ballons différents. En comptant les passagers qui peuvent aider le pilote, 326 personnes (dont quelques femmes) participent aux concours. Les ballons ont des volumes différents et, pour la plupart des concours, sont lestés pour qu'ils produisent une force ascensionnelle équivalente.
Le 17 juin et le 26 août, des tempêtes mettent en danger les concurrents du concours de durée. Le meilleur résultat est atteint lors de la troisième épreuve où les ballons ne sont pas lestés : Jacques Balsan se pose près de Bruxelles après plus de 35 heures de vol. Balsan remporte également le concours d'altitude : le 23 septembre, lors du concours sans handicap, il atteint 8 417 mètres.
Lors du concours de précision, après trois épreuves avec but imposé, les concurrents peuvent choisir eux-mêmes leur but dans un rayon de 30 à 70 kilomètres pour la quatrième épreuve. Henri de la Valette obtient le meilleur résultat du concours de précision lors de cette dernière épreuve en se posant à 800 mètres du prieuré qu'il a choisi, situé près de Senlis dans l'Oise.
Henry de La Vaulx, qui atterrit près de Włocławek en Pologne, alors dans l'Empire russe, est déclaré vainqueur du concours de distance avec une distance calculée de 1 237 kilomètres. Il reçoit une médaille commémorant le premier voyage aérien direct entre la France et la Russie. Jacques Balsan, qui atterrit en Poméranie dans le Royaume de Prusse, est deuxième avec une distance de 1 222 kilomètres.
Un concours final auquel participent les meilleurs pilotes des quatorze épreuves précédentes a lieu le 9 octobre. Après avoir atteint l'Ukraine (dans l'Empire russe), Henry de la Vaulx se pose près de Korostychiv car la forêt s'étend ensuite à perte de vue et il ne dispose pas de cartes de cette région. Vainqueur de l'épreuve finale, il a également battu deux records du monde : la distance (1 925 kilomètres) et la durée (35 heures et 45 minutes).

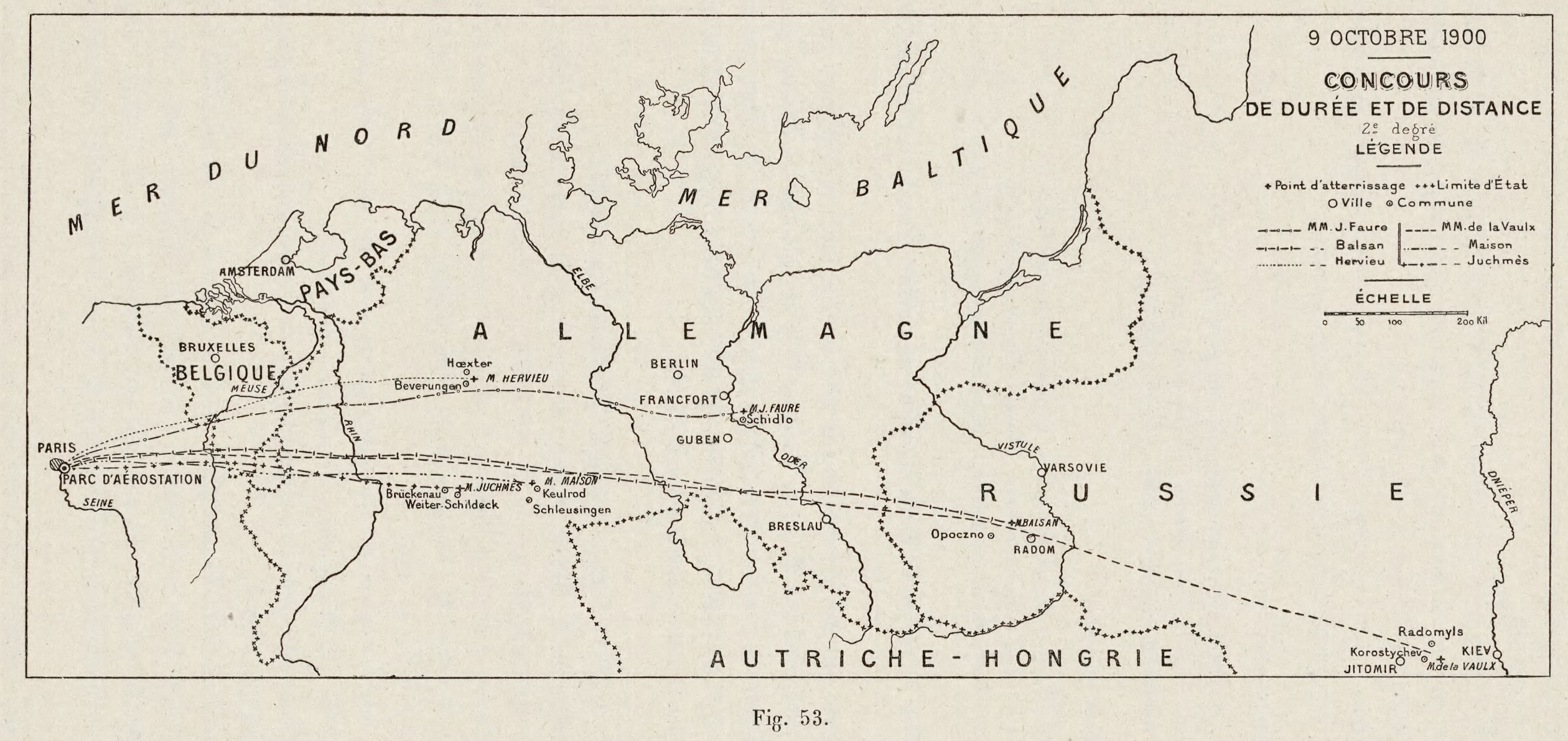
Carte montrant les résultats du concours final de durée et de distance.